# Oberramsern
Oberramsern is een plaats en voormalige gemeente in het Zwitserse kanton Solothurn, en maakt deel uit van het district Bucheggberg.
Oberramsern telt 96 inwoners.
Op 1 januari 2010 werd Oberramsern opgenomen in de gemeente Messen.